# 星のルージュリアン
『星のルージュリアン』（ほしのルージュリアン）は、松任谷由実（ユーミン） の16枚目のシングル。規格品番：ETP-17031。
1980年8月5日に東芝EMIからリリースされた。1989年6月28日にCDシングルとして再リリース。

## 解説
- 「星のルージュリアン」はポーラ化粧品CMソング。オリジナルアルバム未収録であるため、長らく入手困難な一曲だったが、2007年のベストアルバム『SEASONS COLOURS -秋冬撰曲集-』にてアルバム初収録となった。
- 「12階のこいびと」は6枚目のオリジナルアルバム『流線形'80』からリカット。
- オリコンチャートの登場週数は11週、チャート最高順位は週間46位、累計4.3万枚のセールスを記録した[1]。

## 収録曲
- Side A 星のルージュリアン -Stardust Rouge-rian-[2]
- Side B 12階のこいびと -Lover On the 12th Floor-

作詞・作曲：松任谷由実／編曲：松任谷正隆

## 参加ミュージシャン
星のルージュリアン
- Drums：青山純
- Bass：後藤次利
- Electric Guitar：今剛
- Keyboards：松任谷正隆
- Percussion：斉藤ノブ
- Trumpets：数原晋、羽鳥幸次、白山文男、岸義和、竹田和三
- Trombones：新井英二、岡田澄夫
- Saxophone：JAKE H. CONCEPCION
- Flute：衛藤幸雄
- Strings：TOMATO STRINGS ENSEMBLE